# Propagación

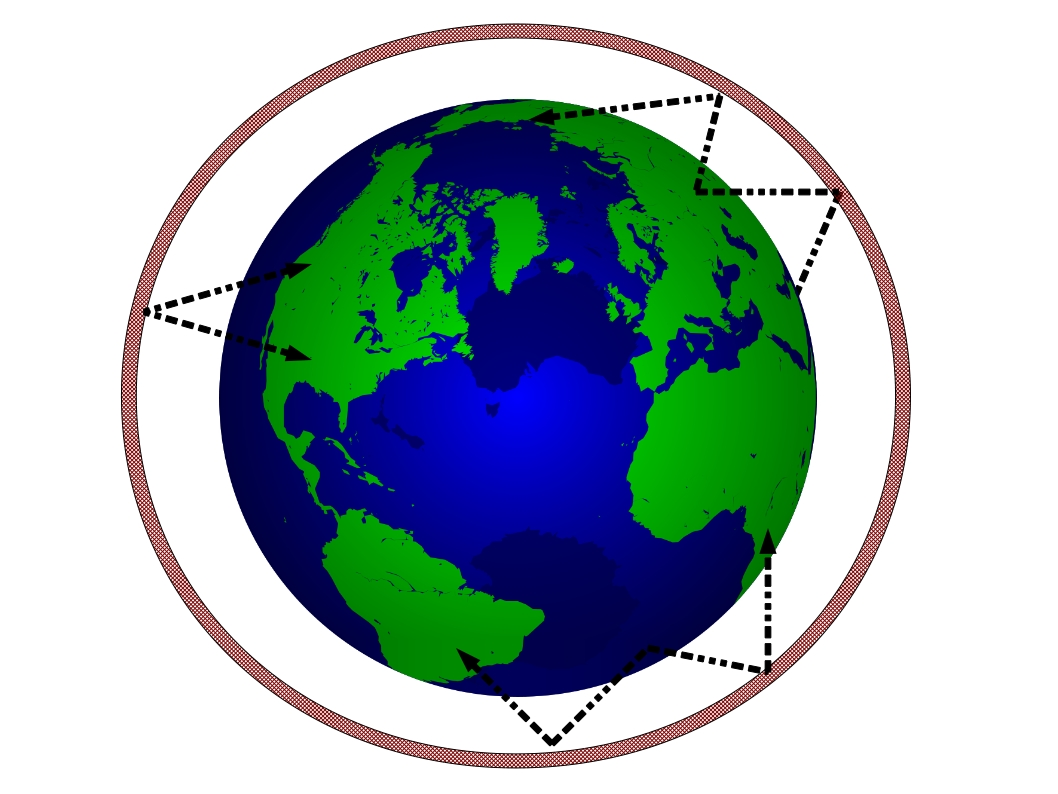
Representación visual del procedimiento de propagación.

Se llama propagación al conjunto de fenómenos físicos que conducen a las ondas del transmisor al receptor. Esta propagación puede realizarse siguiendo diferentes fundamentos físicos, cada uno más adecuado para un rango de frecuencias de la onda a transmitir. Los modos de propagación más frecuentes son:
- La propagación ionosférica
- La propagación troposférica
- La propagación por onda de superficie.

## Reflexión ionosférica
La ionosfera es la región de la alta atmósfera entre 60 y 400 km de altura. Como el propio nombre indica, está compuesta de iones y de plasma ionosférico y es de forma esférica al ser una de las capas de la atmósfera. 
Es importante para la propagación porque permite reflejar o refractar ondas radioeléctricas por debajo de una frecuencia crítica llamada comúnmente MUF, frecuencia máxima utilizable.
La ionosfera está compuesta de tres capas:
- la capa D
- la capa E
- la capa F (durante la noche) que se divide en dos, las capas F1 y F2, durante el día.

### Variaciones de densidad de la ionosfera
Las propiedades de propagación de la ionosfera son debidas a variaciones de densidad en el plasma iónico. Esas propiedades dependen del día del año, de la hora, del momento de ciclo solar de doce años, de la estación, y de la latitud. Esas variaciones son irregulares, y no es posible calcularlas o medirlas con precisión. 

### Capa D
La capa D es la capa de la ionosfera más cercana a la Tierra. Se encuentra a unos 60 km de altura.
La ionización provocada por el viento solar aumenta la densidad de electrones en la capa D. Por esa razón, las ondas radioeléctricas son fuertemente absorbidas.
Durante la noche, la capa D no recibe viento solar, por lo que rápidamente desaparece.
Las explosiones solares, las manchas solares, las fluctuaciones en el campo magnético terrestre y las auroras polares, también afectan a la propagación ionosférica.
La capa D es sumamente absorbente para las frecuencias por debajo de unos 10 MHz, por lo tanto, las frecuencias afectadas son menos atenuadas cuando son atravesadas más cerca de la vertical.
La Capa D, de día: la onda ionosférica se atenúa mucho por la presencia de la capa D (del orden de 50 dB o superior en MF).
La Capa D, durante la noche: cuando la capa D desaparece, las señales reflejadas en la Capa E (a unos 100 km de altura) retornan a la tierra con suficiente potencia como para producir interferencias, dando lugar a fenómenos de Fading y a obtener alcances mucho mayores que con onda de tierra.

### Capa E
La capa E es una capa que refleja las ondas de radio. A veces se forma por ionización del aire por causas que no dependen de la radiación solar; algunos investigadores piensan que podría ser por fricción entre distintas capas de la atmósfera.
La propagación esporádica E es una propagación.

### Capa F
Durante el día, la propagación de tipo «Esporádica-E» se da en la región E de la ionosfera, y a ciertas horas del ciclo solar la región F1 se junta con la F2. Por la noche las regiones D, E y F1 se quedan sin electrones libres, siendo entonces la región F2 la única disponible para las comunicaciones; de todas formas no es raro que también pueda darse por la noche la propagación «esporádica-E». Todas las regiones excepto la D reflejan ondas de HF. La Región D pese a no reflejarlas también es importante ya que ésta se encarga de absorberlas o atenuarlas.
La región F2 es la más importante para la propagación de HF ya que:
- Está presente las 24 horas del día
- Su altitud permite comunicaciones más lejanas
- Normalmente refleja las frecuencias más altas de HF.

El periodo de vida de los electrones es mayor en la región F2, y esa es la razón por la cual esta capa refleja ondas por la noche. Los periodos de vida de los electrones en las regiones E, F1 y F2 son de 20 segundos, 1 minuto y 20 min respectivamente.

### Predicción de la propagación ionosférica por ordenador
Las predicciones de la propagación se hacen por ordenador en distintos sitios de Internet, 18 minutos después de cada hora. Las perturbaciones inonosféricas y magnetosféricas ocurren cada 27 días, que es el tiempo de rotación del sol sobre sí mismo. 
- El índice A es una medida de la actividad solar. Se transmite en una escala de 0 a 400.
- El índice K es una medida del campo geomagnético en una escala de 0 a 9. La MUF disminuye (o sea, la propagación es menos favorable) cuando la actividad del campo geomagnético aumenta.

### Bandas diurnas y bandas nocturnas
La propagación ionosférica divide las bandas HF en dos tipos:
- Llamamos bandas nocturnas a las bandas que sufren una fuerte atenuación por absorción en la capa D. Al caer la noche, la capa D desaparece y la propagación en las bandas nocturnas aumenta considerablemente. Las bandas nocturnas están aproximadamente por debajo de los 30 metros (10 MHz).
- Llamamos bandas diurnas a aquellas cuya propagación nocturna es nula. Estas bandas pierden la propagación pocas horas después de la caída del sol. Las bandas diurnas están situadas por encima de los 30 metros (10 MHz).

Las bandas alrededor de los 10 MHz tienen un comportamiento intermedio.

## Dispersión troposférica
A veces la troposfera puede producir refracción de las ondas de radio. Este fenómeno ocurre cuando sucede una inversión (las capas más altas están más frías y por lo tanto son más densas que las capas bajas). Es particularmente apreciable por la mañana, y en VHF.
Para medir este fenómeno en radiocomunicación, se corrige el radio de la Tierra, multiplicándolo por un K, que para este caso K=4/3.

## EME
Del inglés Earth-Moon-Earth, es un modo de propagación en el cual la reflexión de la onda de radio se hace en la Luna.
Como la distancia entre la Tierra y la Luna es de 384 000 km de promedio a lo largo de su órbita, la distancia total recorrida por la señal entre el emisor y el receptor es de 768 000 km. Ello implica un retardo aproximado de 2,5 s en la comunicación tierra-luna-tierra.
En consecuencia, la onda de radio en el modo de propagación de rebote lunar sufre una gran atenuación y hasta fechas recientes era necesario tener transmisores muy potentes y antenas muy grandes y directivas. En la actualidad, gracias a los modos digitales proporcionados por el programa WSJT es posible realizar comunicaciones por rebote Lunar con instalaciones muy modestas, como por ejemplo una sola antena Yagi y unos 50 W de potencia.